# Championnats du monde de descente de canoë-kayak 2002
Navigation
Championnats du monde de descente 2000 Championnats du monde de descente 2004
Les 23e championnats du monde de descente en canoë-kayak de 2002 se sont tenus à Valsesia, dans la province de Verceil, au Piémont, en Italie, sous l'égide de la Fédération internationale de canoë.
Un nouveau type de compétition voit le jour lors de ces championnats: la course sprint. Les épreuves des années précédentes continuent à se courir dans la catégorie classique.

La classique se déroule en une seule manche d'une durée supérieure à 5 minutes. Le plus souvent, la durée est comprise entre 12 et 20 minutes pour les meilleurs. Il s'agit d'un contre-la-montre. Chaque compétiteur part l'un après l'autre à une cadence déterminée par le nombre de compétiteurs et le niveau de la course.

Le sprint se déroule pour sa part en deux manches additionnée. La durée de ces manches doit être comprise entre 1 minutes et 2 minutes chacune pour les meilleurs. Pour augmenter la difficulté, il est possible d'ajouter des portes directionnelles. Ces courses se font le plus souvent sur les stades d'eau vive.

## Podiums

### Course classique

#### K1
| Rang               | Athlète           | Pays     | Temps |
| ------------------ | ----------------- | -------- | ----- |
| Médaille d'or      | Boris Saunier     | France   |       |
| Médaille d'argent  | Robert Pontarollo | Italie   |       |
| Médaille de bronze | Kamil Mruzek      | Tchéquie |       |

| Rang               | Athlète                                           | Pays      | Temps |
| ------------------ | ------------------------------------------------- | --------- | ----- |
| Médaille d'or      | Robert Knebel Kamil Mruzek Ales Marek             | Tchéquie  |       |
| Médaille d'argent  | Robert Pontarollo Carlo Mercati Francesco Arenare | Italie    |       |
| Médaille de bronze | Markus Gigkler Thomas Koelmann Florian Wohlers    | Allemagne |       |

| Rang               | Athlète           | Pays     | Temps |
| ------------------ | ----------------- | -------- | ----- |
| Médaille d'or      | Michala Strnadova | Tchéquie |       |
| Médaille d'argent  | Nathalie Leclerc  | France   |       |
| Médaille de bronze | Ursula Profanter  | Autriche |       |

| Rang               | Athlète                                                | Pays      | Temps |
| ------------------ | ------------------------------------------------------ | --------- | ----- |
| Médaille d'or      | Nathalie Leclerc Magali Thiebaut Anne Blandine Crochet | France    |       |
| Médaille d'argent  | Gudrun Willscheid Sabine Füsser Claudia Andree         | Allemagne |       |
| Médaille de bronze | Michala Strnadova Pavia Kneblova Katerina Vacocova     | Tchéquie  |       |

#### C1
| Rang               | Athlète             | Pays    | Temps |
| ------------------ | ------------------- | ------- | ----- |
| Médaille d'or      | Vladi Panato        | Italie  |       |
| Médaille d'argent  | Tomislav Hohnjec    | Croatie |       |
| Médaille de bronze | Stéphane Santamaria | France  |       |

| Rang               | Athlète                                            | Pays     | Temps |
| ------------------ | -------------------------------------------------- | -------- | ----- |
| Médaille d'or      | Tomislav Hohnjec Goran Cokor Emil Milihram         | Croatie  |       |
| Médaille d'argent  | Harald Marzholf Stéphane Santamaria Olivier Koskas | France   |       |
| Médaille de bronze | Simon Hocevar Borut Horvat Josko Kancler           | Slovénie |       |

#### C2
| Rang               | Athlète                       | Pays      | Temps |
| ------------------ | ----------------------------- | --------- | ----- |
| Médaille d'or      | Vladimir Vala Jaroslav Slucik | Slovaquie |       |
| Médaille d'argent  | Jan Sutek Stefan Grega        | Slovaquie |       |
| Médaille de bronze | Gregor Simon Thomas Haas      | Allemagne |       |

| Rang               | Athlète                                             | Pays      | Temps |
| ------------------ | --------------------------------------------------- | --------- | ----- |
| Médaille d'or      | Vala / Slucik Grega / Sutek Soska / Soska           | Slovénie  |       |
| Médaille d'argent  | Haas / Simon Fahlbusch / Fahlbusch Andree / Driesch | Allemagne |       |
| Médaille de bronze | Pecek / Raus Petric / Guscik Martincevic / Gojic    | Croatie   |       |

### Course sprint

#### K1
| Rang               | Athlète           | Pays   | Temps |
| ------------------ | ----------------- | ------ | ----- |
| Médaille d'or      | Boris Saunier     | France |       |
| Médaille d'argent  | Robert Pontarollo | Italie |       |
| Médaille de bronze | Rudy Gérard       | France |       |

| Rang               | Athlète           | Pays     | Temps |
| ------------------ | ----------------- | -------- | ----- |
| Médaille d'or      | Michala Strnadova | Tchéquie |       |
| Médaille d'argent  | Uschi Profanter   | Autriche |       |
| Médaille de bronze | Nathalie Leclerc  | France   |       |

#### C1
| Rang               | Athlète        | Pays     | Temps |
| ------------------ | -------------- | -------- | ----- |
| Médaille d'or      | Vladi Panato   | Italie   |       |
| Médaille d'argent  | Harald Marzolf | France   |       |
| Médaille de bronze | Lukas Novosad  | Tchéquie |       |

#### C2
| Rang               | Athlète                              | Pays      | Temps |
| ------------------ | ------------------------------------ | --------- | ----- |
| Médaille d'or      | Rémy Clermont Guillaume Suply        | France    |       |
| Médaille d'argent  | Vladimir Vala Jaroslav Slucik        | Slovaquie |       |
| Médaille de bronze | Jean-Marc Gauthier Dominique Laurent | France    |       |

## Tableau des médailles
| Rang  | Nation    | Or | Argent | Bronze | Total |
| ----- | --------- | -- | ------ | ------ | ----- |
| 1     | France    | 4  | 3      | 4      | 11    |
| 2     | Tchéquie  | 3  | 0      | 3      | 6     |
| 3     | Italie    | 2  | 3      | 0      | 5     |
| 4     | Croatie   | 1  | 1      | 1      | 3     |
| 5     | Slovaquie | 1  | 2      | 0      | 3     |
| 6     | Slovénie  | 1  | 0      | 1      | 2     |
| 7     | Allemagne | 0  | 2      | 2      | 4     |
| 8     | Autriche  | 0  | 1      | 1      | 2     |
| Total | Total     | 12 | 12     | 12     | 36    |